# Mnèster (llibert)
Mnèster (en llatí Mnester, en grec Μνήστηρ) fou un llibert d'Agripina Menor, la mare de Neró.
A la mort de la seva antiga mestressa, sigui per fidelitat al seu patronatge o per algun temor a ser castigat, executat o exiliat com a client d'aquesta, es va matar sobre la mateixa tomba d'Agripina prop de Misenum l'any 60, segons explica Tàcit.